# Crataegus texana
Crataegus texana — вид рослин із родини трояндових (Rosaceae).

## Біоморфологічна характеристика
Це кущ чи дерево заввишки 100 дм. Старша кора стовбура майже чорна, жолобчаста, молодша сіра, волокниста, урізана в поздовжні пластини. Гілочки 1-річні блідо-сіруваті, старші сірі; колючки на гілочках відсутні чи часті, прямі, 2-річні ± яскраво-каштаново-коричневі чи блискучі чорні, тонкі 4–5 см. Листки: ніжки листків 37–43 % довжини пластини, запушені в молодості, потім ± безволосі, не залозисті; пластини широко-еліптичні, вузько-ромбічні, ромбічні, ромбо-яйцеподібні або широко-яйцеподібні, 4–7 см, тонкі, часточок по 1–4 з боків, пазухи від дрібних до глибоких, верхівки часток від тупих до ± гострих, краї сильно пилчасті крім проксимальних, верхівка від гострої до ± гострої чи тупої, абаксіальна поверхня від розріджено до густо-біло-запушеної в молодості й менш щільно в зрілості, жилки густо волосисті, адаксіальна поверхня густо шершава в молодості, потім ± гола. Суцвіття 7–12-квіткові. Квітки в діаметрі 14–22 мм; чашолистки вузько-трикутні, 4–6 мм. Яблука червоні, іноді червоно-помаранчеві, ± округлі, 9–14(25) мм у діаметрі, із залишком вовнистості; плодових кісточок 4 чи 5. Цвітіння: березень і квітень; плодоношення: вересень — листопад.

## Середовище проживання
Зростає на південному сході США — Арканзас, Міссурі, Оклахома, Техас. Населяє чагарники; на висотах 10–200 метрів.